# Гояния (микрорегион)
Гояния (порт. Microrregião de Goiânia) — микрорегион в Бразилии, входит в штат Гояс. Составная часть мезорегиона Центр штата Гойас. Население составляет 2 116 730 человек (на 2010 год). Площадь — 6750,642 км². Плотность населения — 313,56 чел./км².

## Демография
Согласно сведениям, собранным в ходе переписи 2010 г. Национальным институтом географии и статистики (IBGE), население микрорегиона составляет:						
| Полное население                             | Полное население                             | Полное население                             | Полное население                             | 2 116 730 |
| -------------------------------------------- | -------------------------------------------- | -------------------------------------------- | -------------------------------------------- | --------- |
| в том числе:                                 | Городское население                          | 2 076 954                                    | Процент городского населения, %              | 98,12     |
|                                              | Сельское население                           | 39 776                                       | Процент сельского населения, %               | 1,88      |
|                                              | Мужское население                            | 1 025 181                                    | Процент мужского населения, %                | 48,43     |
|                                              | Женское население                            | 1 091 549                                    | Процент женского населения, %                | 51,57     |
| Плотность населения, чел/км²                 | Плотность населения, чел/км²                 | Плотность населения, чел/км²                 | Плотность населения, чел/км²                 | 313,56    |
| Население микрорегиона в % к населению штата | Население микрорегиона в % к населению штата | Население микрорегиона в % к населению штата | Население микрорегиона в % к населению штата | 35,26     |

## Статистика
- Валовой внутренний продукт на 2003 год составляет 11 175 084 778,00 реалов (данные: Бразильский институт географии и статистики).
- Валовой внутренний продукт на душу населения на 2003 год составляет 5982,75 реала (данные: Бразильский институт географии и статистики).
- Индекс развития человеческого потенциала на 2000 год составляет 0,802 (данные: Программа развития ООН).

## Состав микрорегиона
В составе микрорегиона включены следующие муниципалитеты:
1. Абадия-ди-Гояс
2. Апаресида-ди-Гояния
3. Арагояния
4. Бела-Виста-ди-Гояс
5. Бонфинополис
6. Калдазинья
7. Гоянира
8. Гоянаполис
9. Гояния
10. Гуапо
11. Идроландия
12. Леополду-ди-Бульойнс
13. Нерополис
14. Санту-Антониу-ди-Гояс
15. Сенадор-Канеду
16. Терезополис-ди-Гояс
17. Триндади